# Yeni Malatyaspor
Yeni Malatyaspor ist ein Fußballverein aus der türkischen Stadt Malatya. Obwohl die Farben des 1986 gegründeten Vereins eigentlich Gelb und Schwarz sind, wird seit Sommer 2012 auch Rot-Gelb verwendet. Der Verein steht in keiner Beziehung mit dem bekannteren und ehemals erfolgreichen Verein Malatyaspor, aber versuchte mehrmals, diesen zu übernehmen.

## Geschichte

### Frühe Jahre

Vereinswappen welches bis zur Namensänderung in Yeni Malatyaspor zum Saisonstart 2009/10 verwendet wurde

Der Verein wurde 1986 als Betriebsmannschaft der Stadtverwaltung Malatyas unter dem Namen Malatya Belediyespor (dt.: Sportklub der Stadtverwaltung Malatya) gegründet. Er schaffte 1998 und 1999 den Durchmarsch aus dem Amateurlager in die TFF 1. Lig, damals als Türkiye 2. Futbol Ligi die zweithöchste Spielklasse, konnte dort aber die Klasse nicht halten. Das Unterhaus bestand damals aus fünf Gruppen. In der Gruppe 5 war Malatya Belediyespor unter anderem auf Malatyaspor getroffen. Nachdem in der Spielzeit 2000/01 auch der Klassenerhalt in der drittklassigen TFF 2. Lig verpasst worden war, kehrte Malatya Belediyespor wieder in die regionalen Amateurligen zurück, während der Stadtrivale den Wiederaufstieg in die Süper Lig realisierte.

### Neuzeit
Malatyaspor stieg im Sommer 2009, also zeitgleich mit dem Aufstieg Malatya Belediyespors in die TFF 2. Lig, in die TFF 3. Lig ab. Um die Stadt besser repräsentieren zu können, versuchte man erneut, Malatyaspor zu übernehmen. Diesen Vorschlag lehnte das Präsidium Malatyaspors ab, und so änderte Malatya Belediyespor statt einer Übernahme seinen Namen in Yeni Malatyaspor um.
Während sich bei Malatyaspor der freie Fall bis in die 6. Liga fortsetzte, kehrte Yeni Malatyaspor 2010 in die Drittklassigkeit zurück. Am Aufstieg in das Unterhaus der Süper Lig scheiterte der Verein mehrfach erst in den Play-offs.
Im Sommer 2012 startete man erneut eine erfolglose Übernahme Malatyaspors. Nachdem auch diese Übernahme gescheitert war, änderte man selbständig den Vereinsnamen in Malatyaspor Futbol Kulübü (kurz: Malatyaspor FK) um, ersetzte das aktuelle Vereinslogo durch eines, das dem Logo Malatyaspors sehr ähnelte, änderte die Vereinsfarben in die von Malatyaspor und versuchte so, eine Übernahme zu erzwingen. Diese Änderungen wurden vom türkischen Fußballbund abgelehnt und Yeni Malatyaspor mit einer Abmahnung versehen. Trotz dieser klaren Abmahnung entschied der Vereinsvorstand, fortan Rot-Gelb, die Vereinsfarben von Malatyaspor, als eigene Vereinsfarben zu verwenden und so an einer Übernahme Malatyaspors weiterzuarbeiten.
In der Spielzeit TFF 2. Lig 2014/15 lieferte sich der Verein mit Pendikspor über einen Großteil der Saison ein Kopf-an-Kopf-Rennen um die Meisterschaft und damit um den direkten Aufstieg. Nachdem der Verein unter der Führung des Cheftrainers Mustafa Uğur zur Rückrunde den Anschluss zu Pendikspor zu verloren drohte, wurde Uğur Anfang Januar 2015 durch Feyyaz Uçar ersetzt. Unter diesem Trainer setzte sich Yeni Malatyaspor gegen seinen ärgsten Verfolger ab und sicherte sich am 31. Spieltag die Meisterschaft der TFF 2. Lig und damit den Aufstieg in die TFF 1. Lig.

## Besondere Erfolge
Am 13. Januar 2011 sorgte Yeni Malatyaspor im türkischen Pokal der Saison 2010/11 in der Gruppenphase für eine große Überraschung und besiegte Fenerbahçe Istanbul vor heimischer Kulisse mit 2:1 (1:1), was das endgültige Pokal-Aus von Fenerbahçe bedeutete.

## Erfolge
- Aufstieg in die Süper Lig: 2016/17
- Meister der TFF 2. Lig: 1998/99 2014/15
- Aufstieg in die TFF 1. Lig: 1998/99, 2009/10
- Vizemeister der TFF 3. Lig: 2007/08
- Playoff-Sieger der TFF 3. Lig: 2009/10
- Aufstieg in die TFF 2. Lig: 2007/08, 2009/10
- Qualifikation für die UEFA Europa League: 2018/19

## Ligazugehörigkeit
- 1. Liga: 2017–2022
- 2. Liga: 1999–2000, 2015–2017, 2022–
- 3. Liga: 1998–1999, 2000–2001, 2008–2009, 2010–2015
- 4. Liga: 2007–2008, 2009–2010
- Amateurliga: 1986–1998, 2001–2007

## Ehemalige Spieler (Auswahl)
- Bülent Akın
- Taylan Aydoğan
- Türker Demirhan
- Hüzeyfe Doğan
- Reha Kapsal
- Şehmus Özer
- Mehmet Topal
- Mehmet Türkmehmet
- Erman Yıldırım

## Ehemalige Trainer (Auswahl)
- Mustafa Ceviz (November 2008 – Februar 2009)
- Vedat İnceefe (November 2010 – März 2011)
- Cafer Aydın (März 2011 – September 2011)
- Ali Güneş (September 2011 – Januar 2012)
- Gürses Kılıç (Januar 2012 – November 2012)
- Mehmet Altıparmak (November 2012 – Februar 2013)
- Özcan Kızıltan (März 2013 – Dezember 2013)
- Mert Korkmaz (Januar 2014 – März 2014)
- Cafer Aydın (März 2014 – August 2014)
- Mustafa Uğur (August 2014 – Januar 2015)
- Feyyaz Uçar (Januar 2015 – Mai 2015)
- Yücel İldiz (Juli 2015 – Oktober 2015)
- İrfan Buz (Oktober 2015 – Juni 2017)
- Ertuğrul Sağlam  (Juni 2017 – September 2017)
- Erol Bulut  (September 2019 – April 2019)
- Ali Ravcı 1  (April 2019 – MAI 2019)
- Sergen Yalçın  (Juni 2019 – Januar 2020)